# Paleis van Salos
Het Paleis van Salos (Litouws:Salų Dvaras) is een classistisch paleis en landgoed in het Litowse Salos. Het paleis uit de 16e eeuw werd gebouwd voor het Litouwse geslacht Radziwiłł. Het huis komt in 1661 in handen van Fredianus Morykoni. Het koopakte is onderdeel van de collectie van de bibliotheek van het Krasińskipaleis in Warschau. In 1806 werd het landgoed gekocht door Ignotas Morikonis, onder zijn bewind was er een apotheek en een muziekschool in het paleis gevestigd. Deze muziekschool was een van de eerste van Litouwen.